# 釣りよかでしょう。
釣りよかでしょう。は、日本のYouTuber。釣り動画を主力に配信を行う。UUUM所属。略称は釣りよか。

## 概要
九州を中心に釣りを行い、その様子を配信する釣り系YouTuberである。「釣りよかでしょう」の名前の由来は「釣りいいでしょう」の佐賀弁。釣り好きのメンバーが大自然で遊ぶをテーマに、バス、渓流、海、船など各種の釣りに挑戦する。
かつては2009年よりニコニコ動画において、佐賀県での田舎遊びなどを紹介する佐賀よかでしょうを配信していた。この活動休止より2年後、2014年10月よりYouTubeにおいて釣りよかでしょうの配信を開始した。2016年5月16日の動画にて正式にUUUMへ加入することが発表された。メンバーは釣りよかハウスと呼ばれる一軒家を拠点として共同生活を送り、動画を制作する。
2017年、釣り具メーカーのジャッカルとのコラボレーション企画から、釣りよかでしょうのマスコットキャラクター(釣りよかくん)のカラーで塗装されたルアーがコラボ商品として発売された。2018年にはジャッカルより、釣りよかとのコラボ商品として3種類のルアーが発売された。
2017年7月31日放送の『しゃべくり007』において、これに出演した葉加瀬太郎は、釣りよかでしょうのファンであることを明かすと、同年10月21日には、葉加瀬が釣りよかでしょうと共に釣りをする様子が動画で配信された。
アイドルグループ嵐の二宮和也と大野智もまた、別のテレビ番組において釣りよかでしょうの紹介を行っている。番組上で大野が紹介した動画は、2017年11月現在で再生回数が1千万回を超えた。この動画は2017年12月17日に行われた「YouTube FanFest」において発表された「YouTube Rewind 国内トップトレンド動画 2017」で6位に挙げられた。
また、葉加瀬の他にも尾野真千子、つるの剛士、三浦雄也、山下健二郎、前川清・紘毅、などが釣りよかでしょうにゲストとして度々出演しており、一般社団法人日本釣用品工業会がプロデュースするアングラーズアイドルとのコラボも盛んで、そらなさゆり(2代目)、石川文菜(5代目)、冨士木耶奈(6代目)、一木花漣(11代目)、神野梓(13代目)などがゲスト出演している。
2018年8月、チャンネル登録者数が100万人突破。
2020年3月末、サブチャンネル「まりもとまる。」を新規開設。
2020年9月15日、株式会社TRYとして会社を運営していることを公表。
2021年6月26日、メンバーがプロデュースするアウトドアブランド「ARAKA」をローンチ。釣り人専用ジーンズやキャンプ専用ビールなど、こだわりのアウトドアギアをARAKA公式サイトにて展開。
2022年10月17日サガテレビ放送分にて、株式会社TRYとして、佐賀県吉野ヶ里町と連携協定を締結し、観光振興や活性化を目的を目指す事が述べられた。。
2022年時点で、から揚げを販売するキッチンカーを神埼市で出店している。
2023年5月、敷地内に屋内ゴルフ練習場『TRY GOLF STUDIO』を開設。
2023年12月、吉野ケ里歴史公園前「吉野ヶ里町よりみち広場」に、(株)TRYとしてコラボした「釣りよかでしょう。×ますよね」海鮮丼屋が完成した。

## メンバー
主によーらい、むねお、こだま、とくちゃん、はた、きむ、じんが出演。ただ内容によっては、彼らの友人や家族等も多数出演している。
じんは、元々2023年3月から一年間の期間限定の社員として登場後、正式メンバーになった。
| 学年差 | メンバー名         |
| ------ | ------------------ |
| 0      | よーらい、ゆーぴー |
| -1     | むねお、こだま     |
| -3     | とくちゃん         |
| -8     | はた、きむ         |
| -18    | じん               |

よーらい
リーダー。本名は山口 洋平。B型。
かつては佐賀の魅力を伝える動画シリーズである『佐賀よかでしょう』をニコニコ動画において企画・配信し、人気を博していた。
2011年8月25日公開「ドリフト駐車　drift parking」で初登場。
D1等のドリフト競技会の出場経験がある。
2021年1月、チャンネルのテーマ曲を歌う江頭勇哉と共に地元のエフエム佐賀で「釣りよか＆エガちゃんの佐賀よかでしょう」が放送されていた。
釣り以外での分野でも多種多様な趣味を持っている。特に料理・日曜大工等でその卓越した技術と持ち味を発揮しているが、それらのスキルが自然と釣りよかメンバーに伝播している事も特筆されている（釣りよかメンバーも同様に多種多様な趣味・特技の持ち主である事も所以）。
また、兄はFortniteの考察・攻略をしているYouTuberのたくまんプロ。
むねお
本名は、宮地　むねお
佐賀よかでしょうからのメンバー。
主にバス釣りを中心とする。釣りよかメンバーの中でも最も釣りの経験がある。O型。バツイチ。
よーらいとはお互いの実家が車で2分ほどの距離ながら隣町で小学校・中学校・高校は別々だったが、よーらいが小学校4年生時より同じ体操クラブで幼なじみ。よーらい・ゆーぴーの一学年下。
2014年10月6日公開「ライトショアジギングで青物を狙う！」で釣り動画初登場。
2018年に二級小型船舶免許を取得しており、自らバス釣り用アルミボートや海釣り用レンタルボートを操船することもある。
食べ物では特に辛いものが苦手で、「釣りよか飯」の動画ではしばしばそのターゲットにされている。
はた
主に撮影を担当するが、出演も行う。B型。9月7日生まれ
元々はよーらいがニコニコ動画でゲーム実況をしていた頃からの視聴者でオフ会で知り合った。
また、よーらいと同じ高校の8学年下の後輩でもある。
2014年10月22日公開「長崎でライトショアジギング！」で初登場。
彼女ができた時浮かれて動画を撮ったがすぐに振られて今では非公開。
きむ
本名は木村 勇勝（きむら はやと）。幼少期より釣りに親しんだ。はたと同様、元々はよーらいのゲーム実況動画の視聴者であったが、釣り動画の開始を知り一緒に釣りに行きたいと連絡し、後にメンバー入りした。実は他のメンバーと比べて、船酔いしない。
2014年11月11日公開「ライトショアジギングで呼子新波止リベンジ！！」で初登場。
釣りよかメンバーの中ではコメディアン的な部分がある。
とくちゃん
本名は徳島 洋二郎（とくしま ようじろう）。O型。
バサーであり、釣りよかメンバー中で最もバス釣りが上手い。動画では2016年10月23日に福岡県の遠賀川で行われたブラックバス釣り大会において優勝する模様が配信された。
釣りよかメンバーとは偶然釣り場で出会い、よーらいがアドバイスを求めたことからの付き合い。
2015年10月9日公開「バス釣り　夜のブラックバスはサイズがデカイ説」で初登場。
長らくアドバイザーの立場だったが、2018年1月1日公開「釣りよか新メンバー電撃加入！！」にて正式加入が発表された。
自動二輪車の整備や木材・側壁などの塗装作業も得意としている。
こだま
むねおと同い年。A型。
2017年6月21公開「高級魚を狙ってたら危険生物が釣れた！！」で初登場。
この動画以来たびたび動画に登場していたが、2019年7月末のイベント「釣りよか。in 福岡 」上で、正式加入が発表された。魚類系の大学に通っていたらしく、論文も書いている。また野生植物の種類に対しても多彩で豊富な知識を持っている。
身軽な身体能力の持ち主で、直立する樹木への木登りや河川での素潜り水中活動で銛を用いて魚を突くなど、野生的且つ古典的な捕獲・収穫にも長けている。
とくちゃん同様に自動二輪車の整備も得意としている。
じん
出身は兵庫県明石市。実家は明石焼きのお店。
2023年3月から加入したが、当初は一年間の期間限定で修行という形で加入。
だが他のメンバーの加齢による体力の不安があり、それを補う形で佐賀よかでしょう 2023年7月1日投稿「新メンバーが加入します。」で正式メンバーになった事が発表された。
幼少期から父に連れられ家族で釣りをしていた。釣りの専門学校を卒業後、憧れの釣りよかに入ることになる。メンバーやスタッフ、山メンバーなどには弟のように可愛がられている。
2024年1月に企画で離島に移住することが発表された（ずっと離島に1人ではなく、1ヶ月のうち1週間は釣りよかハウスに帰ってきたり、島へ毎週釣りよかメンバーや仲間たちが釣りをしに行っている。）。島では得意のイカ釣りをはじめ様々な種類の釣りを行い、その模様は「じんの離島生活」としてシリーズ化され人気を博している。

### 元メンバー
ゆきゆき
本名は、川口 優希
メンバーからはゆっきーと呼ばれる。
元「まいめんちゃんねる」のメンバーで、釣りが趣味だったことから2017年以前の動画では釣りよかにはたびたびゲスト出演を行っていた。
まいめんちゃんねる脱退後はソロ活動を続けていたが、2018年1月1日の動画にて、秋田県から佐賀県へと移住し、正式に加入したが、2019年4月24日に、動画と自身のTwitterで4月末での脱退が発表された
はやまん
ニコニコ動画時代の佐賀よかでしょうのメンバー。
2023年時点では、佐賀県吉野ヶ里町の職員でふるさと納税に関する仕事をしている。
忘却されない頻度に不定期ながら自身の余暇と釣りよかのスケジュールに合致した際には「佐賀よかでしょう。」動画に登場する機会も多く、旅行企画に同行する等で従来通りに協力関係を築いている。

### その他
ゆーぴー(たまに参加する程度で、メンバーとして活動はしていない)
佐賀よかでしょうからのメンバー。
メンバー内で唯一、会社員として働いている上、佐賀から転居したために動画での出番が少ない。
よーらいに誘われるまで釣りは行っていなかったが、現在では一人でも行くようになった。
よーらいとは小学校からの同級生、むねおは同じ高校の一学年下の後輩。
2014年10月6日公開「ライトショアジギングで青物を狙う！」で釣り動画初登場。
2020年8月27日、佐賀県地域交流部さが創生推進課さが移住サポートデスクスペシャル移住コーディネーターに就任し、佐賀県移住促進PR動画「やっぱよかでしょう佐賀。」に出演するなど貢献している。

### ペット
ぬけ作
2017年11月より、釣りよかハウスで飼育されるエボシカメレオン。
2018年3月、目の傷から感染症にかかる。約1ヶ月後、傷から入った菌により肝臓疾患を発症して入院していた、そしてほぼ治ったという報告動画が上がる。後にこの肝臓疾患が完治せず体調に波が出てきた事から、環境に配慮するため現在はとくちゃんの自宅に移動して飼育されている。
まりも
2019年2月より、釣りよかハウスで飼育されるメスの三毛猫。
かつては動画中で釣りよかがよく訪れていた堤防に住んでいた野良猫であったが、釣りよかメンバーによって保護された。かなり人懐こく元飼い猫が捨てられたものと思われる。推定10歳前後の老猫。
翌年2020年6月に体調が急変し倒れたため動物病院に連れて行くと心筋症を発症してることが判明。野良時代に海岸で過ごし塩分を過多に摂取していた事が原因と推察。2～3ヶ月ほど療養部屋で安静に過ごしたが、その後は体調が安定し自由に釣りよかハウス内を移動してのんびりと過ごしている。
生活スペースは後述のみーちゃんのようなケージは無く、1階リビングの出窓にはメンバー手作りの小さなキャットタワーと寝床スペースがあり、天気の良い日はそこで日向ぼっこをしながら寝ている事が多い。2021年夏頃に2階廊下の窓スペースに新設された休憩就寝スペースもお気に入りで、ベッド、ソファー、カーテンなど人間の部屋をジオラマ化したような造りで且つピンク色やレースを多用するなど宮殿的な装飾が施されている。このようなところからも「お姫様」扱いでよーらい始めメンバーやスタッフから溺愛されている事がうかがえる。
まる
2019年8月から釣りよかハウスで飼育されているオスのゴールデンレトリーバー。
「まるくん」と呼ばれ親しまれている。成長で大型犬らしい容姿となりつつも、メンバーに対して自身の体格を無視した甘え方が得意。
まるを飼育するきっかけはよーらいが幼少の頃から抱いていた「大型犬を飼いたい」という夢が発端。「佐賀よかでしょう。」チャンネル内の2019年03月24日公開「3000万円で購入した家を紹介！【室内編】」の中でも大型犬の夢が語られており、釣りよかハウスで居住後の生活・発展が軌道に乗った頃を見計らって当時生後二カ月だったまるが迎え入れられた。
子犬時代に数ヶ月間訓練所にて家庭犬訓練を受けており、やんちゃだが要所要所で訓練の成果を見せる。飼育当初まりもとの相性が心配されたが、まるは先住のまりもを気遣い無理に近づくことはせずお互い少しずつ距離を縮めて行った。2021年夏頃には同じ部屋で2匹だけでのんびり過ごしたり、よーらいが促すと互いに匂いを嗅ぎ合うまでに近づくようになる。夏場の水遊びや自動車、バイクの側車に乗る事が好き。性格はいたって温厚で明るく、若くて活発だがおっとりもしている。小心者な面も有り、特に音には敏感で聞きなれない大きな物音は怖がる事がある。
みー（みーちゃん）
2021年4月頃、釣り場近くでトンビに狙われている所を、たまたまよーらい達の釣行に同行していたマネージャーにより保護されたキジトラ柄のやんちゃなオスの子猫（保護当時）。
保護直後から甲高い「ミー、ミー」という鳴き声から自然に「みーちゃん」と呼ばれるようになる。
当初はあくまでも保護預かりであり、まりもとの相性が懸念される事から親しい人に里子に出す可能性をよーらいが発言していた。呼び名も仮称だった「みーちゃん」のままであったが、その後の養育進捗状況で正式な飼い猫となった。
先住猫であるまりもとの対面は慎重にタイミングをはかり、「まりもとまる。」チャンネル内の2021年06月5日公開「ついにまりもとみーちゃんが初対面・・・！！」でまりもとの初対面を果たす。
推定1歳となった2022年3月、やんちゃで乱暴だった行動が落ち着きを見せ始めたことから自由な状態でまりもと対面させると、穏便に鼻先挨拶を交わし無理に絡むような事は無く、まる同様にまりもをきちんと先住猫として認識している様子を見せる。
なお、レトリーバーのまるとは保護直後から対面を果たしており日常的に遊んだりしている。

## 曲
- 江頭勇哉 - 『釣りよかでしょう。』のテーマ (2017/7/26 YEMusic)テーマ曲
- 『metal』(2023/10/27 AnyMind Music)「釣りよかでしょう」名義
- 『nichijo』『cooking』(2024/1/15 AnyMind Music)「釣りよかでしょう」名義